# Samari(III) chloride
Samari(III) chloride còn được gọi với cái tên khác là samari trichloride là một hợp chất vô cơ có thành phần chính gồm hai nguyên tố samari và chlor, có công thức hóa học được quy định là SmCl3. Hợp chất này tồn tại dưới dạng thức một chất rắn màu vàng nhạt, hút nước nhanh để tạo thành dạng ngậm nước hexahydrat, có công thức SmCl3·6H2O. Hợp chất có ít ứng dụng thực tiễn nhưng được sử dụng trong phòng thí nghiệm để nghiên cứu các hợp chất mới của samari.

## Sử dụng
Samari(III) chloride được sử dụng để điều chế nguyên tố kim loại samari, một nguyên tố có nhiều ứng dụng, đặc biệt trong nam châm. SmCl3 khan được trộn với natri chloride hoặc calci chloride sẽ tạo ra một hỗn hợp Eutecti có nhiệt độ nóng chảy thấp. Điện phân dung dịch muối nóng chảy này cho sản phẩm sau phản ứng là kim loại tự do.

### Trong phòng thí nghiệm
Samari(III) chloride cũng có thể được sử dụng như là một chất khởi đầu cho việc điều chế các muối của nguyên tố samari. Hợp chất khan được sử dụng để tạo thành hợp chất kim loại của samari, ví dụ như phức hợp bis(pentametylcyclopentadienyl) alkylsamari(III).

## Hợp chất khác
SmCl3 còn tạo một số hợp chất với NH3, như 2SmCl3·23NH3 – bột màu trắng.
SmCl3 còn tạo một số hợp chất với N2H4, như SmCl3·3N2H4·2H2O là tinh thể vàng nhạt, tan trong nước và cồn, không tan trong benzen và toluen, có tính nổ, d20 ℃ = 2,54 g/cm³.